# Crisi diplomàtica entre Espanya i Guinea Equatorial de 1969
La crisi diplomàtica entre Espanya i Guinea Equatorial de 1969, també coneguda com a Crisi de les banderes, es refereix al conflicte polític i diplomàtic deslligat entre tots dos països poc després de la independència de Guinea Equatorial i que va provocar-ne la sortida de la major part de la població d'origen espanyol, coincidint en el temps amb la denúncia d'un suposat intent de cop d'estat per part del Govern equatoguineà i l'inici d'un període de repressió política al país africà.

## Antecedents
Els acords signats per Espanya i Guinea Equatorial annexos a la signatura d'independència del 12 d'octubre de 1968 establien la presència d'un cos de funcionaris espanyol, així com de forces de seguretat espanyoles. D'altra banda, després de la independència es va produir una fugida de capitals que va deixar a Guinea Equatorial a la vora de la fallida i dependent dels crèdits atorgats per l'estat espanyol.
Les arques dels dos únics bancs existents al país, el Banc Exterior d'Espanya i el Banco Español de Crédito estaven buides. El nou govern no podia pagar als funcionaris i no disposava de moneda pròpia (la pesseta guineana derivava de la pesseta espanyola) ni de banc nacional. A més, el nou Estat anava a utilitzar els pressupostos aprovats pel govern espanyol per a les dues províncies africanes, bianuals, segons els acords de transició signats. Però Espanya es va negar a complir aquests acords, la qual cosa va contribuir a afegir tensió a les relacions entre tots dos països.
El 26 de desembre de 1968, després del retorn al país des de l'exili a Gabon de l'opositor polític Bonifacio Ondó Edu i el seu posterior arrest per la policia equatoguineana, el funcionari espanyol Martín Zato, que tenia el càrrec de Fiscal General del Tribunal Suprem de Guinea Equatorial de Malabo (llavors anomenada encara Santa Isabel), va visitar al Ministre de l'Interior per interessar-se per la situació. Va ser expulsat del país poc després. Pocs dies després, el 30 de desembre, és expulsat per Macías un altre funcionari espanyol, l'ex secretari del Govern Civil de Fernando Poo, Fernando Rodríguez López Lammes.
El 10 de gener de 1969, els funcionaris espanyols que treballaven en el Ministeri d'Hisenda guinà dimitiren en bloc afirmant que el govern de Macías no els feia efectiva una paga. La resposta del president és la prohibició que abandonin el territori. A la fi del mateix mes de gener, Macías congela els comptes bancaris dels funcionaris d'Hisenda.

## Crisi de les banderes
El 15 de febrer de 1969, el vicepresident Edmundo Bossio Dioko, per ordre presidencial, va convocar al cònsol general d'Espanya, Jaime Abrisqueta, per demanar-li que retirés la bandera espanyola de la seva residència, al que l'últim no va accedir.
El diumenge 23 Francisco Macías Nguema va declarar persona no grata al cònsol general Abrisqueta i va manar al comandant Juan Tray que enviés un piquet de la Guàrdia Nacional a la cancelleria consular a despenjar la bandera. Immediatament el vicepresident del govern espanyol, l'almirall Luis Carrero Blanco es va posar en contacte amb el ministre d'Afers exteriors, Fernando María Castiella, enviant un telegrama en què s'ordenava a l'ambaixador espanyol a Guinea Equatorial, Juan Durán-Lóriga, actuar "de manera enèrgica i immediata".
El dia 25 es va tornar a hissar la bandera. Aquest mateix dia el President en presència del ministre d'Educació José Nsué Angüe Osa, va rebre a l'ambaixador espanyol. Després d'algunes negociacions, l'ambaixador és declarat persona no grata i se li comunica que ha d'abandonar el país, al que l'ambaixador respon ordenant per a la nit del 26 de febrer un pla combinat d'ocupació militar de Bata i Malabo. En la nit del 26 al 27, les forces espanyoles encara presents a Guinea Equatorial es mobilitzen en diferents punts neuràlgics del país: aeroport, Telègrafs, estudis de TV i ràdio, port, casernes de la Guàrdia Colonial, Comissaria, Guàrdia Marítima, Palacio Presidencial, Ministeris, i es bloquegen els accessos a la capital des de San Carlos (actual Luba o Sant Carlos de Luba), Rébola i Basilé. La caserna general s'instal·la en l'ambaixada espanyola. Macías, en el matí del 27, declara l'estat d'emergència. No obstant això, al llarg del dia 27, es donen instruccions des d'Espanya per avortar aquesta operació. Macías reclama l'expulsió de la Guàrdia Civil, i envia un telegrama a l'ONU en què revela la mobilització de forces espanyoles i acusa de la iniciativa a l'ambaixador d'Espanya, exigeix la retirada de tropes i l'enviament de Cascos Blaus, mentre Espanya afirma a través de l'ambaixador en l'ONU, Jaime de Piniés, que només retirarà les tropes quan tots els espanyols hagin sortit. Aquest mateix dia, l'ambaixada espanyola ordena l'evacuació tots els espanyols. Al llarg del dia es produeixen tirotejos i violents incidents, en els quals mor un espanyol, Juan José Bima Martí, de 27 anys.
El 2 de març, després de dues jornades força tenses, Juan Luis Pan de Soraluce substituí Durán-Lóriga com a ambaixador.
La crisi s'agreuja amb la mort en estranyes circumstàncies del Ministre d'Afers exteriors, Atanasio Ndongo, a qui Macías acusa d'organitzar una temptativa de cop d'estat recolzat per Espanya en la nit del 4 al 5 de març. Macías emprèn a continuació una purga en tot l'aparell administratiu i polític del país, donant inici a un règim dictatorial. De manera immediata, són assassinats també Saturnino Ibongo Iyanga, ambaixador a l'ONU, Pastor Torao Sikara, President de l'Assemblea Nacional, Armando Balboa Dougan, ministre d'Informació i Turisme i l'opositor polític Bonifacio Ondó Edu. Altres ministres i funcionaris, als quals se'ls relaciona amb l'intent de cop, també són des d'aquest moment assassinats o perseguits, entre ells Gustavo Watson Bueco (mort en 1972) i Agustín Nve, diputats a l'Assemblea Nacional, Enrique Gori Molubela (mort en 1972), President de la Diputació de Fernando Poo i Federico Ngomo (mort en 1971), President de la Diputació de Río Muni. A ells caldria afegir molts altres polítics com Norberto Balboa, Vicente Ntutumu, Luis Angue Bacale i Santiago Osa. A això va seguir la petició d'Espanya davant l'ONU de l'enviament d'un observador i altres iniciatives diplomàtiques, com a gestions amb l'emperador etíop Haile Selassie o una petició urgent a la Creu Roja Internacional relacionada amb els fets.

## Evacuació de la població espanyola
El dia 5 l'ONU decideix enviar observadors. El dia 8 arriben a Tenerife en el buc espanyol Ciudad de Pamplona, de la companyia Transmediterranea, 460 persones embarcades des del país africà, als que se sumen 243 més aquell mateix dia sortits del país cap a Espanya en un Super DC-8. Els observadors internacionals de l'ONU arriben el dia 10 a Malabo i el 13 a Bata. La missió aconsegueix imposar un termini de dos mesos per a la retirada d'espanyols i tropes. Les dependències de la Guàrdia Civil són fortificades amb sacs terrers i metralladores. El 13 de març fugen precipitadament cap a Madrid en un avió 346 persones. Des de les bateries de la fragata Pizarro (F-31) s'apunta al palau presidencial. El dia 15 es va veure obstaculitzada novament la sortida de la població cap a Espanya. El 21 de març, Macías exigeix de nou la retirada d'espanyols i tropes; el Secretari General de l'ONU, U Thant, recrimina a Guinea Equatorial l'incompliment del termini davant el Consell de Seguretat de l'ONU. El 23 arriben els vaixells de transport de l'Armada Espanyola i es comença l'evacuació en Bata, sota supervisió d'observadors de l'ONU i la OUA. Durant diverses setmanes, avions i vaixells surten de Guinea plens de gom a gom de passatgers. El 5 d'abril se certifica pels observadors de l'ONU que s'ha dut a terme l'evacuació total de les forces espanyoles. En total, es van repatriar 6800 espanyols juntament amb 514 vehicles. Les pèrdues patrimonials i personals dels repatriats són difícils d'avaluar.
En total, en l'evacuació van participar els següents bucs de l'Armada: la fragata Pizarro (F-31), el creuer pesat Canarias (C-21), el petrolier Teide (A-11), la corbeta Descubierta (F-51) i els transport d'atac Aragón (TA-11) i Castilla (TA-21).